# Signalkuppe
Signalkuppe, Punta Gnifetti på italienska, är ett 4559 meter högt berg i Alperna. Berget ligger i Monte Rosa-massivet.
Berget bestegs första gången den 9 augusti 1842 från den italienska sidan av den italienske alpinisten Giovanni Gnifetti som lämnade en röd flagga. Flaggan syntes från schweizisk sida och uppfattades som en signal, därav namnet Signalkuppe.
På Punta Gnifetti ligger Alpernas högsta hytta Capanna Regina Margherita döpt efter Italiens drottning Margherita av Savojen.